# Черткоев, Руслан Юрьевич
Русла́н Ю́рьевич Чертко́ев (осет. Чертыхъоты Юричы фырт Руслан; род. 29 июня 2002, Владикавказ) — российский борец вольного стиля осетинского происхождения, чемпион России по юношам, бронзовый призёр Европы, призёр России по молодёжи U-23 до 86 кг, серебряный призёр кубка Ивана Ярыгина 2023 до 86 кг.

## Спортивная карьера
Родился 29 июня 2002 года в г. Владикавказ. На межрегиональных соревнованиях выступает за РСО — Аланию и Москву. Тренер — Лалиев, Вадим Казбекович. С 2015—2019 ученик спортивной школы ЦСКА.
Свой первый крупный всероссийский турнир Руслан выиграл в возрасте 16 лет.

## Спортивные достижения
- Серебряный призёр Ярыгинского турнира до 86 кг (2023).
- Бронзовый призёр первенства России U-23 до 86 кг. 2022[1]
- Бронзовый призёр кубка России до 86 кг. 2022[2]
- Первенство России до 80 кг. 2019[3][4]
- Бронзовый призёр первенства Европы до 85 кг. 2017[5]